# Ordre du 8 septembre
L'Ordre 8-Septembre est une haute distinction macédonienne. Il est nommé en l'honneur du 8 septembre, jour de l'indépendance de la Macédoine du Nord . La récompense est en forme d'étoile à huit branches avec des dimensions de 81 mm. Elle est décernée aux chefs d'État, aux parlements et aux gouvernements, aux hauts fonctionnaires et aux diplomates étrangers, aux hauts responsables d'organisations et d'institutions internationales pour leurs mérites exceptionnels dans l'établissement, le développement et le renforcement des relations amicales et de la coopération pacifique entre les États, organisations ou institutions équitables concernés et la République de Macédoine du Nord, ainsi que pour leur contribution exceptionnelle au renforcement de sa position et de sa réputation internationales.

## Receveurs
- Robert Badinter - Président du Conseil constitutionnel français
- Bronisław Komorowski - Président de la Pologne
- Viktor Orbán - Premier ministre de la Hongrie
- Zhelyu Zhelev - Président de la Bulgarie
- Roman Herzog - Président de l'Allemagne
- Hamad ben Khalifa Al Thani - Émir du Qatar
- Uffe Ellemann-Jensen - Ministre des Affaires étrangères du Danemark
- Nikola Kljusev - Premier ministre de la Macédoine du Nord
- Christopher R. Hill - Premier ambassadeur des États-Unis en République de Macédoine
- Jordan Mijalkov -   Ministre en Macédoine du Nord
- Miloš Zeman - Président de la République tchèque